# موهای سبیل

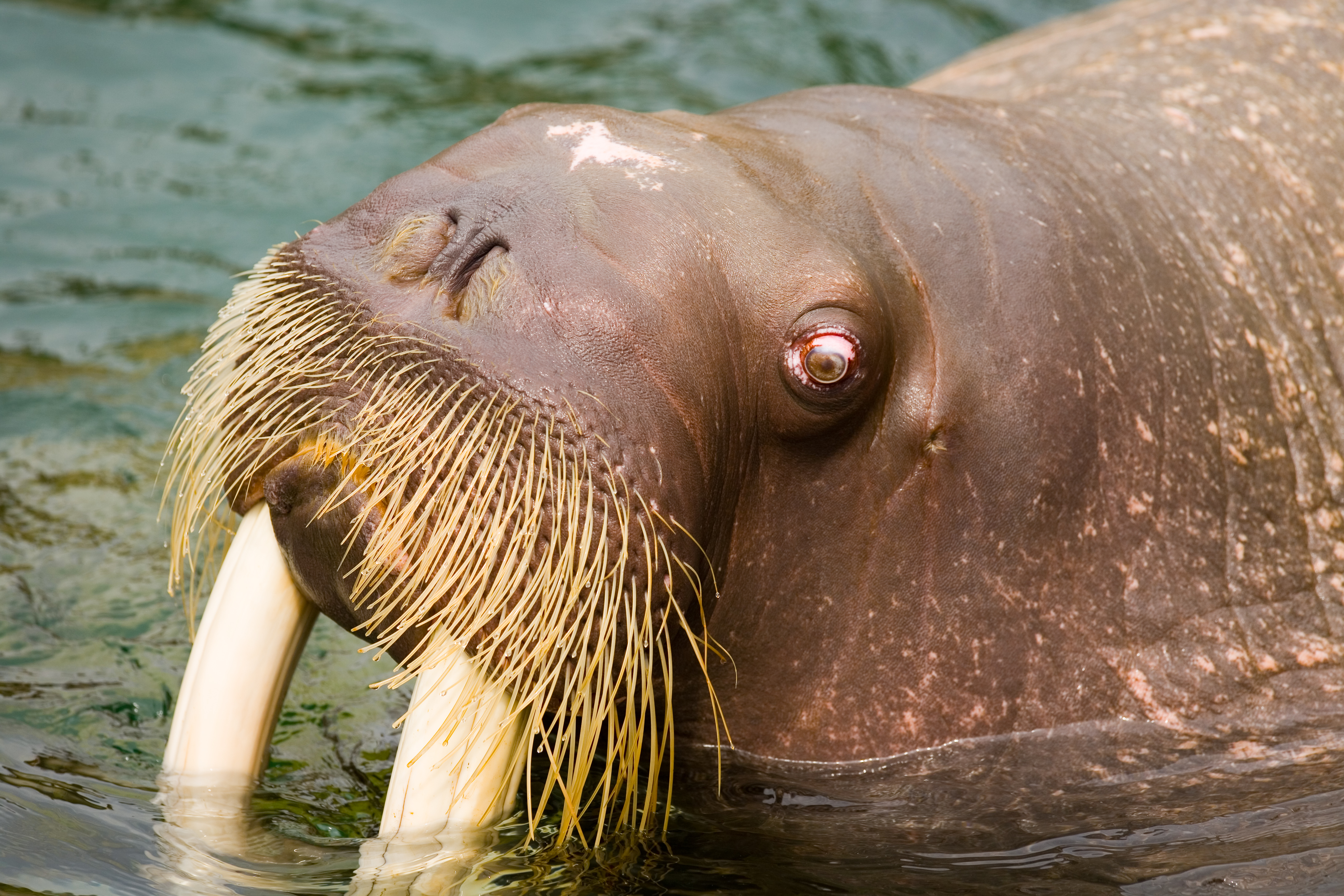
نمای نزدیک شارب‌ها در گراز دریایی

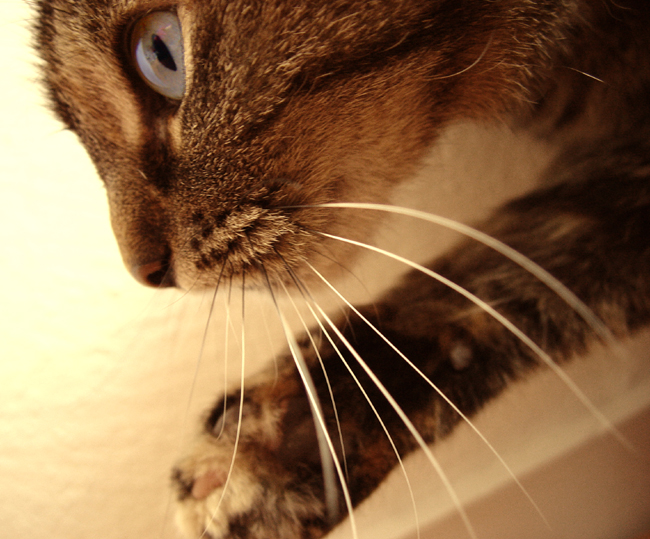
شارب‌های یک گربه

موهای سبیل‌، سبیلک یا سبلیچه (به انگلیسی: Whiskers)، به نوع ویژه‌ای از مو یا پرهای حسگر در بعضی جانوران، به ویژه پستانداران و پرندگان، گفته می‌شود. این موهای دراز و از جنس کراتین به عنوان نوعی حسگر طبیعی مسئول انتقال نوسان‌های خود به پایه‌شان در پوست و از آنجا به مغز هستند. در انتهای هر کدام از موهای شارب در پوست عصب‌های فشرده‌ای قرار دارند که مسئول حس چنین نوسان‌هایی هستند. همهٔ نخستیان به جز انسان دارای شارب‌های حسگر هستند.

## در پستانداران
شارب‌ها را می‌توان در پستاندارانی چون سگ، گربه، خرس، و خوک دریایی یافت. در بعضی از این جانوران وجود شارب‌ها بسیار مهم و حیاتی هستند و سیگنال‌های رسیده از حسگرهای شاربی بخش بزرگی از توانایی مغز در پردازش سیگنال‌های لمسی را از آن خود دارند. برای نمونه در سگ‌ها اغلب بخش‌های مغز که مختص پردازش اعصاب لمسی صورت هستند در ارتباط با بخش‌های آرواره بالایی و شارب‌ها هستند. می‌توان هر یک از شارب‌های یک سگ را به بخش معینی در مغز آن پیوند داد.

## نگارخانه

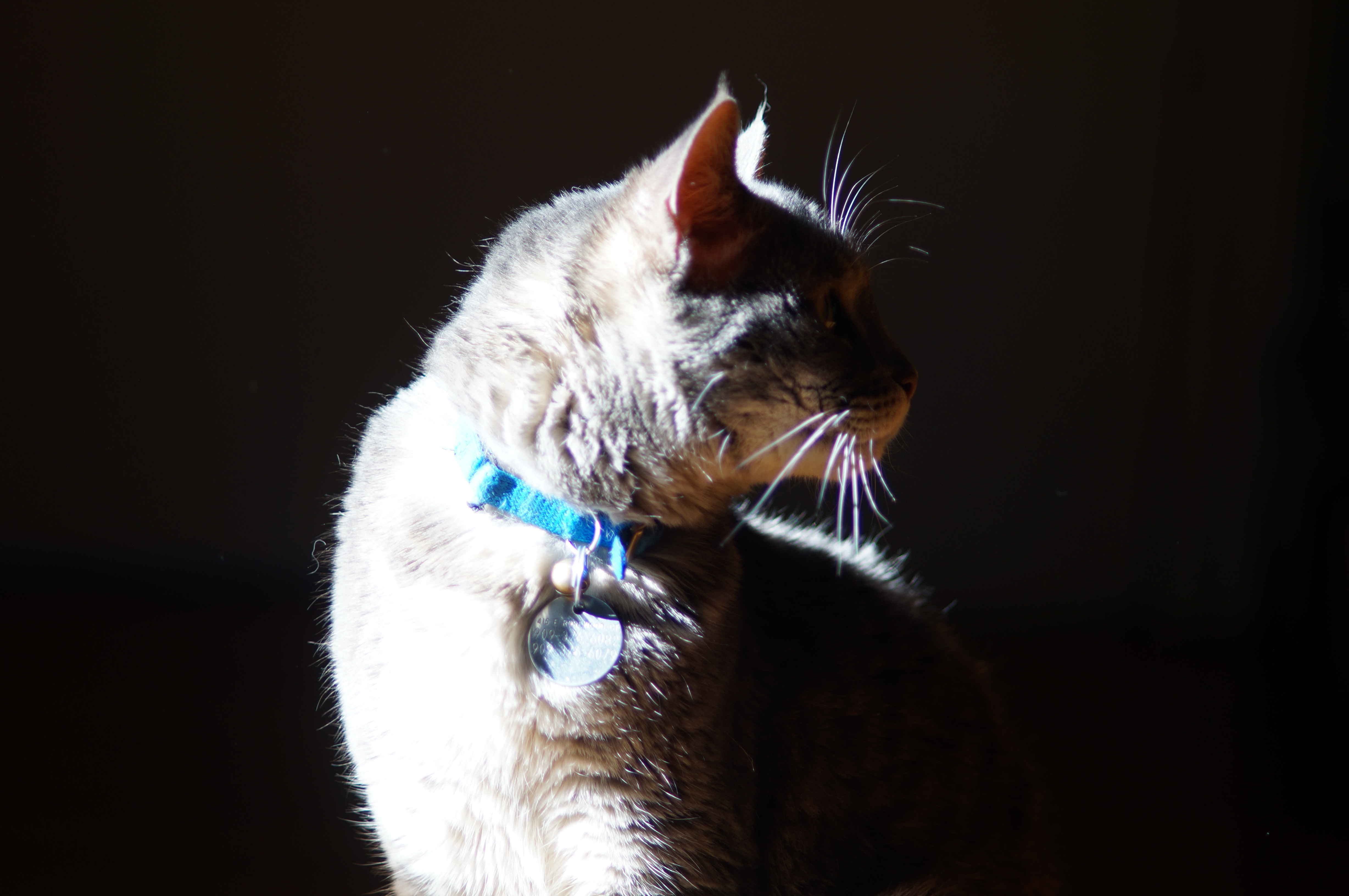
شارب‌های حسگر یک گربه خانگی.
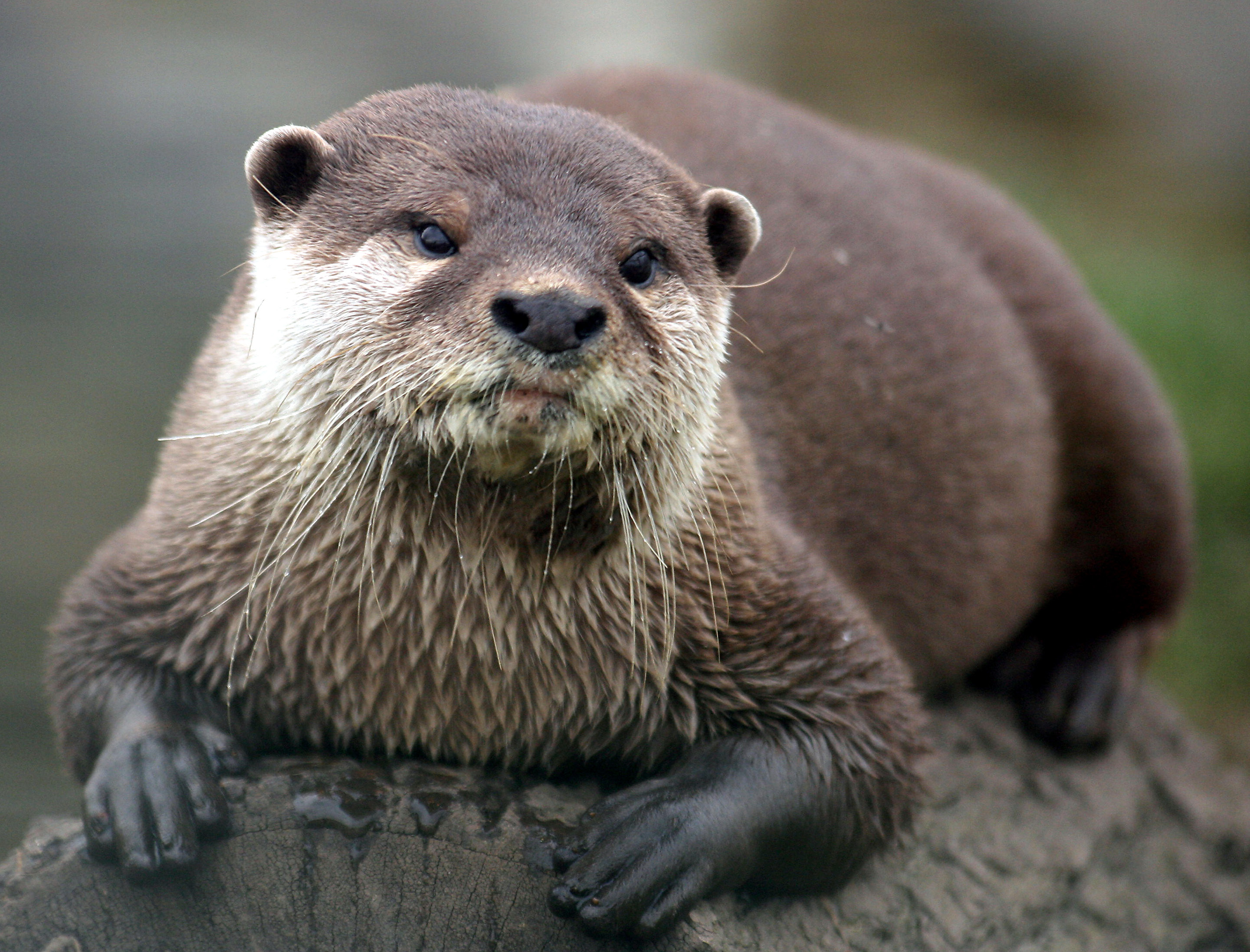
یک سمور آبی با شارب‌های خود در پارک حیات وحش ایگل هایتس.
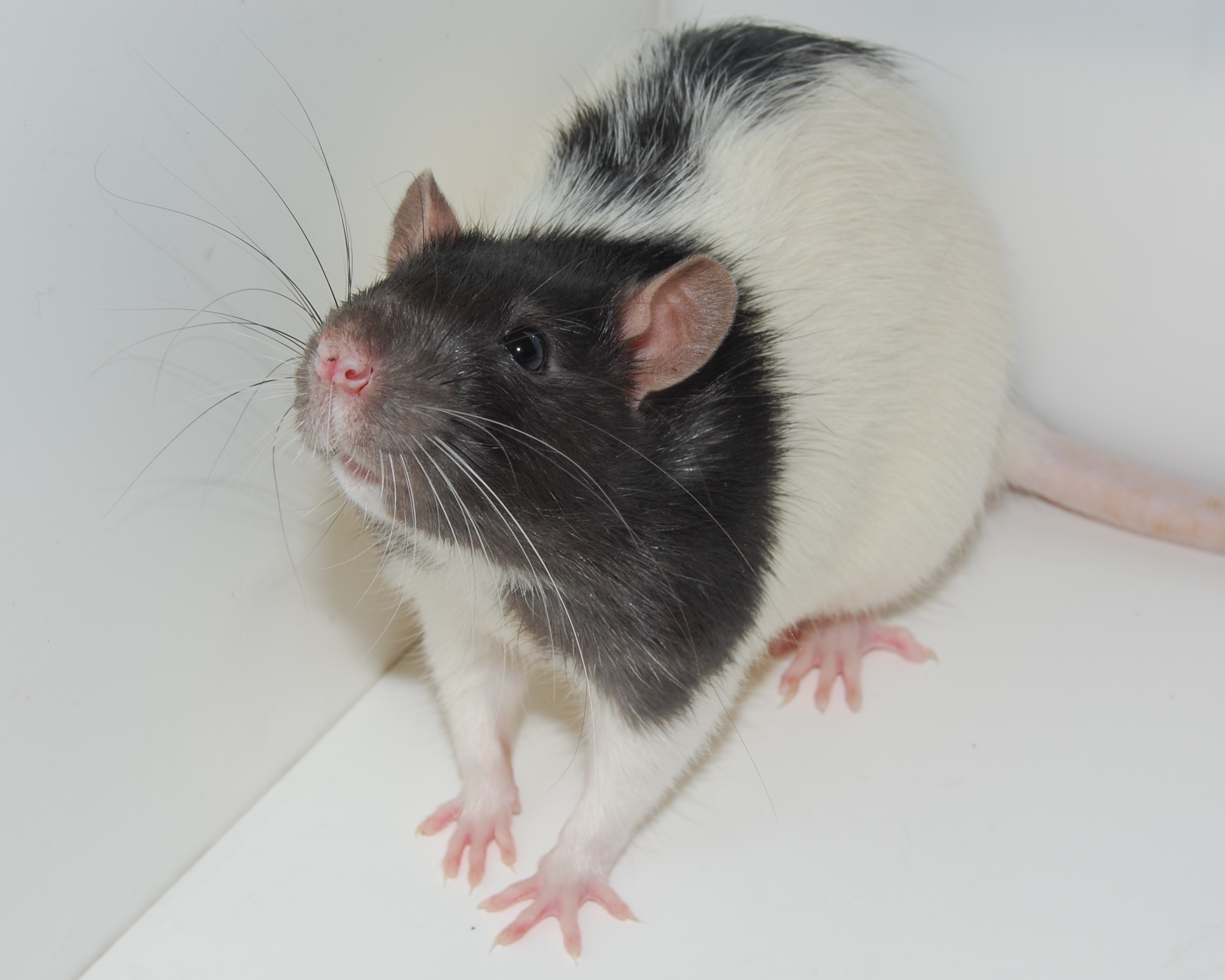
ریزشارب‌های یک موش آزمایشگاهی.
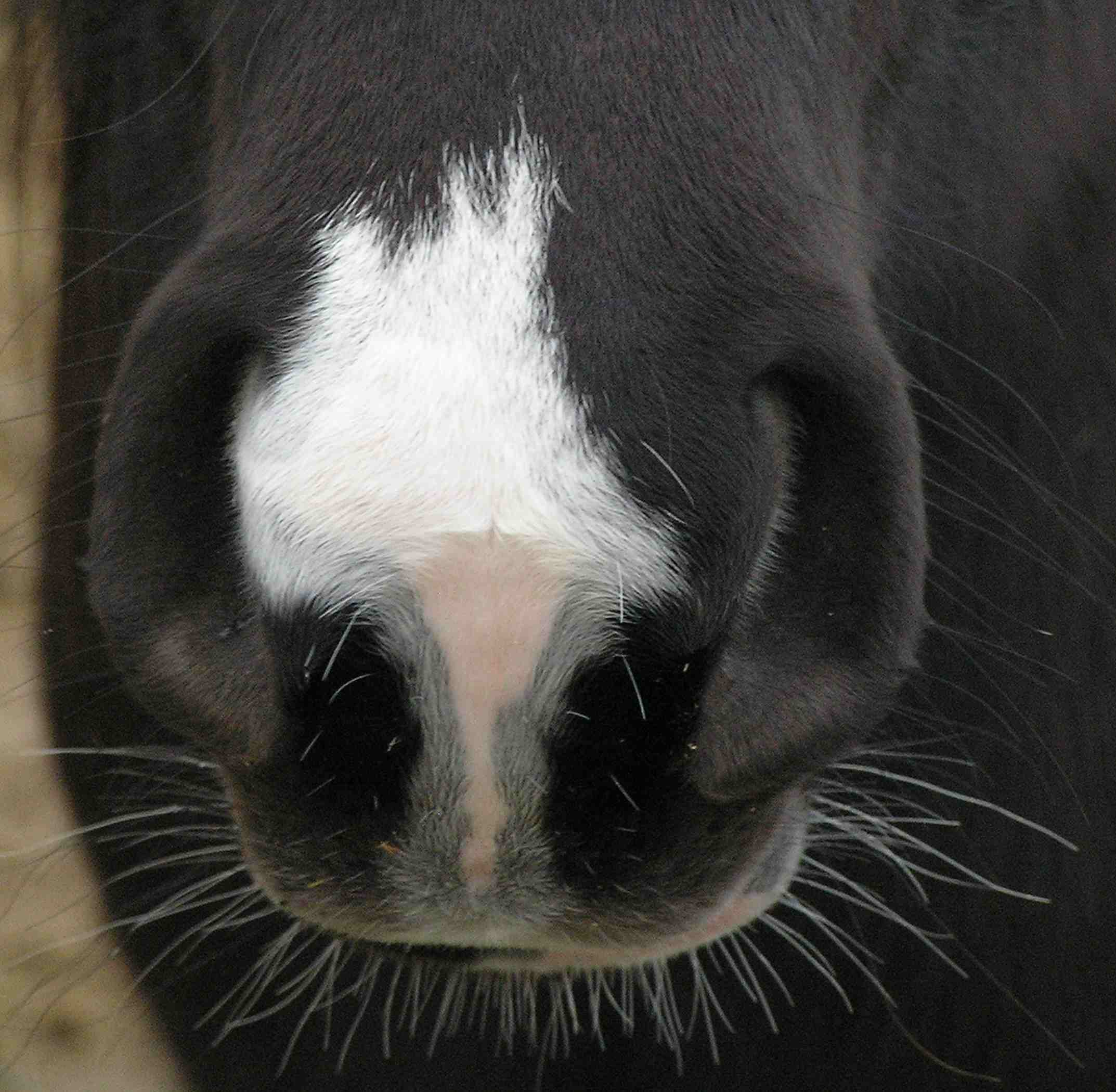
شارب‌های حسی و نامتحرک بر روی پوزهٔ یک اسب.